# XVIII. Gebirgs-Korps (Wehrmacht)
Das XVIII. Armeekorps war ein Großverband des Heeres der deutschen Wehrmacht im Zweiten Weltkrieg. Es wurde erstmals im März 1938 im Wehrkreis XVIII in Salzburg aufgestellt und am 15. Januar 1941 als XVIII. Gebirgs-Armeekorps neu organisiert.

## Geschichte
Nach dem Anschluss Österreichs im April 1938 im Wehrkreis XVIII aktiviert, wurde das Generalkommando zu Beginn des Zweiten Weltkrieges im August 1939 für den Angriffskrieg gegen Polen mobil gemacht.
Unter dem Kommandierenden General Eugen Beyer brachen die 1., 2. und 3. Gebirgs-Division am äußeren rechten Flügel der 14. Armee (Generaloberst List) über die slowakische Grenze ins westliche Galizien ein. Nach dem Durchbruch am Jablunkapass und der Bunkerlinie zwischen Wegierska und Gotka wurde der Gegner zum San verfolgt. Am 10. September wurde der Dunajec bei Neu Sandez überschritten, am 11. September fiel Sambor, zwischen Jasło und Krosno wurde der Übergang über den San erzwungen. Bis zum 15. September war auch die am San sperrende Festung Przemyśl genommen und am 16. die Einschließung der Hauptstadt Lemberg begonnen, die am 21. September kapitulierte.

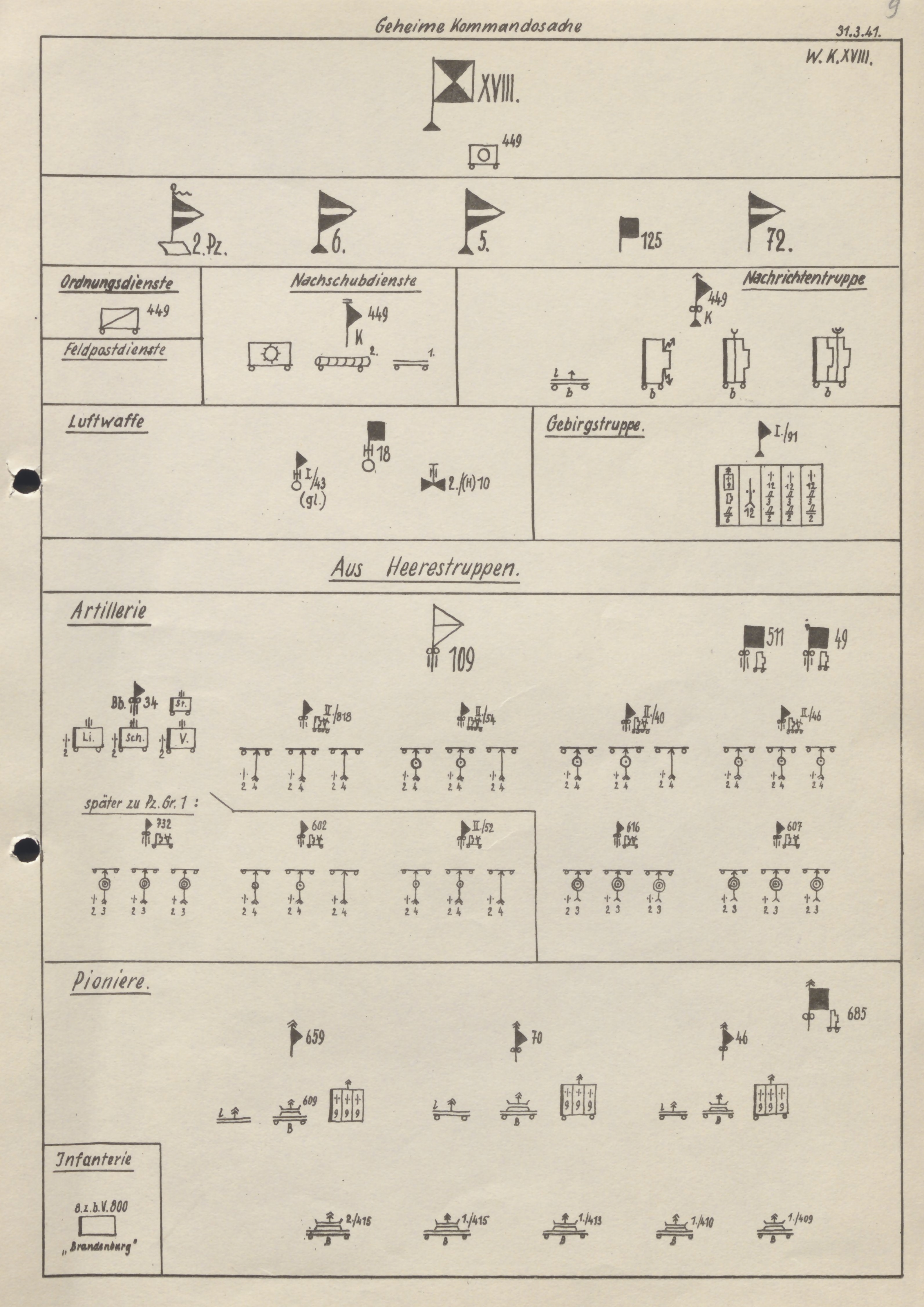
Gliederung des XVIII. Armeekorps am 31. März 1941, taktische Zeichen

Nach dem Einsatz in Galizien verlegte das Korps an die Westfront und nahm im Mai 1940 im Rahmen der 12. Armee am Westfeldzug teil. Unterstellt waren in der ersten Angriffsphase „Fall Gelb“ die 5., 21. und 25. Infanterie-Division.
Während der zweiten Phase (Fall Rot) waren dem Korps die 10. und 26. Infanterie-Division zugeteilt. Ende Oktober 1940 mussten große Teile der unterstellten Verbände an das XXXXIX. Gebirgs-Korps abgeben werde.
Der restliche Kommandostab wurde Anfang November aus Frankreich in die Heimat verlegt und ab 15. Januar 1941 durch den Wehrkreis VII als XVIII. Gebirgs-Armeekorps neu organisiert.
Ab Februar 1941 folgte die Verlegung nach Rumänien, ab Mitte März der Aufmarsch in Bulgarien, für die Operation Marita waren dem XVIII Gebirgs-Korps im Rahmen der 12. Armee unterstellt: die 5. und 6. Gebirgs-Division, 72. Infanterie- und die 2. Panzer-Division.
Am 6. April erfolgte der Durchbruch der Metaxas-Linie im Raum Petritsch und der Vormarsch auf Saloniki. Die Einnahme Salonikis durch die 2. Panzerdivision und der Vorstoß des Gebirgskorps über die Metaxas-Linie führten zum Zusammenbruch des griechischen Widerstands östlich des Vardar, schon am 9. April erfolgte die Kapitulation der griechischen 2. Armee in Ostthrakien. Am 19. April marschierten die Truppen in Larisa ein und nahmen den Flugplatz in Besitz. Der Hafen von Volos fiel am 21. April. Es folgten die Beteiligung an den Kämpfen am Olymp und ab 22. April in Zusammenwirken mit der 5. Panzerdivision des XXXX. A.K. der Durchbruch an den Thermopylen. Nach dem Vormarsch auf Athen, der Besetzung von Euböa und der Eroberung der Peloponnes verblieb das Generalkommando als Sicherungskommando in Griechenland. Im September waren unterstellt: die 5. Gebirgs-Division, die 164. und 713. Infanterie-Division. Der Kommandierende General der Gebirgstruppe Franz Böhme, hatte vom 16. September bis 2. Dezember 1941 auch die Geschäfte des Militärbefehlshabers von Serbien wahrzunehmen.
Am 8. Dezember 1941 wurde das Kommando aus Serbien herausgelöst und vorerst zur Verfügung des OKH ins Heimatkriegsgebiet verlegt, um dann im April 1942 nach Lappland in den Raum Rovaniemi transportiert zu werden, um dort die Führung der deutschen Truppen im Rahmen der 20. Gebirgs-Armee an deren rechten Armeeflügel an der Louhi-Front zu übernehmen. Der bisher vom finnischen III. Korps befehligte Abschnitt wurde nun besetzt mit der SS-Division „Nord“, dem Gebirgs-Jäger-Regiment 139 und der zuerst nur mit Teilen ankommenden, später vollständigen  7. Gebirgs-Division. Es folgte an der Seite des XIX. und des XXXVI. Gebirgs-Korps für zwei Jahre Stellungskrieg ohne wesentliche Kampfhandlungen.
Ab September 1944 begann infolge des Lapplandkrieges gegen das finnische Heer das Unternehmen Birke über Kuusamo und es wurde der Rückzug entlang der finnisch-schwedischen Grenze nach Nord-Norwegen angetreten. Dabei hatte das XVIII. Gebirgskorps (seit dem 24. Juni 1944 General der Infanterie Hochbaum) aus der Front zwischen Uchtua und Kiestinki auf Rovaniemi und das nördlicher stehende XXXXVI. Gebirgskorps (seit dem 10. August 1944 General der Gebirgstruppe Vogel) aus der Werman-Front über Salla nach Jvalo zurückzugehen. Der Gruppe Hochbaum waren dabei die 7. Gebirgsdivision, die Division z.b.V. 140 (Divisionsgruppe Kräutler) und die 6. SS-Gebirgs-Division „Nord“ unterstellt. Zur Jahreswende führte das Korps Grenzkämpfe am Drei-Länder-Eck.
Das Generalkommando wurde danach über Norwegen nach Westpreußen verlegt und der Heeresgruppe Weichsel unterstellt. Im Rahmen der 2. Armee wurden schwerste Kämpfe gegen die Rote Armee bestanden, jedoch drängte diese das Korps Anfang März 1945 ins östliche Westpreußen ab, wo dem Korps u. a. die 32. und die 215. Infanterie-Division unterstellt waren. Das Kriegsende erlebte das Generalkommando mit den noch vorhandenen restlichen Truppenteilen in der Weichselniederung. Am 9. Mai 1945 begann dort für sie die sowjetische Kriegsgefangenschaft.

## Führung
Kommandierender General
- General der Infanterie Eugen Beyer 1. April 1938 bis 4. Juni 1940
- Generalleutnant Hermann Ritter von Speck 5. Juni 1940 bis 15. Juni 1940
- General der Infanterie Franz Böhme 15. Juni 1940 bis 9. Dezember 1943
- General der Gebirgstruppe Karl Eglseer 10. Dezember 1943 bis 23. Juni 1944
- Generalleutnant / General der Infanterie Friedrich Hochbaum 24. Juni 1944 bis Mai 1945

Chef des Generalstabes
- Generalmajor Rudolf Konrad April 1938 bis 8. Februar 1940
- Oberst im Generalstab Hubert Lanz 15. Februar 1940 bis 25. Oktober 1940
- Oberst im Generalstab Max Pemsel 25. Oktober 1940 bis zur Umbenennung

Korpsarzt
- Oberstarzt Erwin Angermayer 1939